# 367 (numero)
Trecentosessantasette (367) è il numero naturale dopo il 366 e prima del 368.

## Proprietà matematiche
- È un numero dispari.
- È un numero primo.
- È un numero difettivo.
  - È un numero primo troncabile a sinistra.
- È un numero felice.
- È un numero strettamente non palindromo.
- È un numero fortunato.
- È parte della terna pitagorica (367, 67344, 67345).
- È un numero di Perrin.
- È un numero colombiano nel sistema numerico decimale.
- È un numero congruente.

## Astronomia
- 367P/Catalina è una cometa periodica del sistema solare.
- 367 Amicitia è un asteroide della fascia principale del sistema solare.

## Astronautica
- Cosmos 367 è un satellite artificiale russo.